# Rudolf Suchsland
Georg Rudolf Emil Suchsland (* 24. April 1839 in Frankfurt am Main; † 12. Februar 1921 in Swansea) war ein deutscher Ingenieur und Bergwerksdirektor. Er stand in Kontakt mit Charles Darwin für die Erstellung der vierten deutschen Ausgabe von Origin of Species.

## Leben
Rudolf Suchsland, Sohn des Verlegers Friedrich Emil Suchsland (1808–1903), studierte Maschinenbau am Polytechnikum Karlsruhe. Später siedelte er in das Vereinigte Königreich um. Bis 1861 arbeitete er in Leeds und mindestens ab 1871 in Swansea als Direktor eines Bergwerkes. 1874 erhielt er die britische Staatsangehörigkeit.
Als Vermittler für seinen Vater wandte sich Suchsland am 10. März 1866 an Charles Darwin und bat ihn um die Erlaubnis, eine neue deutsche Ausgabe von Origin of Species vornehmen zu dürfen. Als Übersetzer schlug er Friedrich Rolle vor. Insgesamt schrieben sich Suchsland und Darwin fünf Mal. Darwin lehnte Suchslands Angebot letztendlich ab und verblieb bei der E. Schweizerbart’sche Verlagsbuchhandlung, die Julius Victor Carus für die Übersetzung der nächsten Ausgabe wählte.